# Марія Квітка
Марія Квітка (нар. 21 вересня 1992, м. Корсунь-Шевченківський, Черкаська область, Україна) — українська співачка, фольклористка та художниця з костюмів. Переможниця 12-го сезону шоу «Голос країни» (2022).

## Життєпис
Марія Квітка народилася 21 вересня 1992 року в місті Корсунь-Шевченківський, що на Черкащині.
Закінчила кафедру фольклористики Інституту філології Київського національного університету імені Тараса Шевченка. Працювала науковою співробітницею у НЦНК «Музей Івана Гончара» та у Національному музеї історії України.
Була співзасновницею та директоркою Українського Інституту Історії Моди, першого в країні інтерактивного центру історичного та сучасного одягу. 
Протягом багатьох років Марія їздить в етнографічні експедиції різними регіонами України, в яких досліджує український фольклор, зокрема, традиційне вбрання та народні пісні. 
Як авторка, кураторка або стилістка Марія Квітка працювала над різними проєктами: "Витоки" (2015), "Щирі" (2016), EthnoVogueUa Woman та EthnoVogueUa Man (2016), "Відважні" (2016) "Спадок" (2017). Ці проєкти є цінними з точки зору популяризації традиційного вбрання українців. 
У 2019 році Марія працювала як художниця з костюмів над стрічкою "Чорний ворон" — повнометражний художній фільм про боротьбу українських повстанців проти окупаційної комуністичної влади в 1920-х роках, вже після окупації УНР, у Холодному Ярі. Знято за однойменним романом-бестселлером українського письменника Василя Шкляра.
У 2020 році стала науковою консультанткою та художницею з костюмів документального повнометражного фільму «Весільний спадок», виробництва Film.UA Group, в якому відображені весільні звичаї та обряди різних етнорегіонів України.
У 2021 році як художниця з костюмів долучилась до створнення повнометражного художнього фільму "Памфір". Події стрічки, що поєднує в собі риси сімейної та кримінальної драми, розгортаються на заході Україні, на кордоні з Румунією, де важливу роль відіграє народне святкування Маланки. За роботу над цим фільмом у 2023 році Марія здобула нагороду в номінації "Найкращий дизайн костюмів" на сьомій кінопремії "Золота дзиґа".
У 2022 році в умовах повномасштабної російсько-української війни Марія стала кураторкою та стилісткою проєкту «Вільні», де було зібрано унікальний одяг ХІХ — ХХ століття.
У 2023 році була співкураторкою виставкового проєкту "ДоДому на Різдво", що демонструє історичне багатство традиції та її дивовижну актуальність сьогодні. У проєкті експонувалися традиційні одяг і посуд, килими і прикраси, аудіозаписи старовинних колядок.

### Голос країни 12
У 2022 році Марія виступила на 12-му сезоні шоу «Голос країни» із народною піснею «Ой летів же сизий голуб». До неї повернулися два тренери — Святослав Вакарчук та Оля Полякова. Для подальших виступів Марія обрала команду Полякової. 
20 листопада 2022 року вона стала переможцем шоу із піснею «Реве та стогне Дніпр широкий» на слова Тараса Шевченка.

### Музичний доробок
19 травня 2023 року Марія випустила свій дебютний музичний альбом "Дай серцю ВОЛЮ". До нього увійшло вісім композицій, створених на основі народних пісень. Найпроникливіша пісня в альбомі — "Кохала", що походить із села Кущинці Вінницької області. Вона записана фольклористом Гнатом Танцюрою від Явдохи Зуїхи. 
"Всі пісні цього альбому об’єднані темою любові, - говорить Марія Квітка, - адже любов є основою всього нашого життя. Саме любов наповнює, створює нові сенси і дарує волю до життя. Пісні я підбирала так, щоб вони розкривали усі можливі грані та прояви любові від кохання і пристрасті до відданості рідній країні та любові до родини".
20 червня 2025 року випустила свій другий музичний альбом "Розцвіт", створений спільно з музичним продюсером Ярославом Татарченком (Bunht).  Альбом народжений з голосів, які співачка чула під час своїх фольклорних експедицій. До нього увійшло десять старовинних народних пісень, які походять з різних регіонів України. За словами Марії, всі ці пісні поєднує їх актуальність, оскільки вони відображають багаторічний досвід народу і водночас відгукуються в сьогоденні.   Декілька пісень записано у колаборації з непересічними українськими виконавцями, що дає можливість відчути красу традиційного українського багатоголосся. Зокрема, пісню “Коло річки, коло броду” (Полтавщина) Марія Квітка виконує з фольклорним гуртом ЩукаРиба , пісню “Як приїхав мій миленький” (Запоріжжя) – із дівочим київським гуртом Вільце, “Пойду по садочку” (Рівненщина) – з виконавицею автентичного співу Маргаритою Козинською, а пісню “Сухая верба” (Львівщина) – з відомим київським саксофоністом Андрієм Бармалієм. 

## Фільмографія
- «Чорний козак» (2018, виконавиця)[9]
- «Чорний ворон» (2019, художниця з костюмів)[10]
- «Весільний спадок» (2020, художниця з костюмів, наукова консультантка, сценаристка та композиторка)[11]
- «Памфір» (2022, художниця з костюмів)[12]